# West Autobahn
De West Autobahn is een autosnelweg gelegen in Oostenrijk tussen Wenen, Linz en Salzburg. De weg is de oudste snelweg in Oostenrijk en heeft het wegnummer A1. Bij de plaats Walserberg sluit de weg aan op de Duitse snelweg A8.

## Aanleg
Reeds in de Tweede Wereldoorlog werd er bij de stad Salzburg een deel van het traject aangelegd. Men ving aan met de bouw op 7 april 1938, kort na de Anschluss van Oostenrijk bij Duitsland, in het bijzijn van Adolf Hitler. Tot het einde van de oorlog was 16,8 kilometer van de weg klaar. Na de oorlog heeft het een aantal jaren geduurd voordat men verderging met de aanleg van de snelweg, maar uiteindelijk werd de bouw in 1955 voortgezet. De laatste stukken van de weg werden aangelegd tussen Pressbaum en Wenen. In de 21e eeuw hebben er diverse verbredingen van de snelweg plaatsgevonden, zoals tussen het knooppunt Voralpenkreuz en het knooppunt Haid.

## Knooppunten (vanuit Wenen gezien)
- Met de A21 bij Steinhäusl
- Met de autowegen S33 & S34 bij Sankt Pölten
- Met de A7 bij de stad Linz
- Met de A25 bij Haid
- Met de A8 & de A9: knooppunt Voralpenkreuz
- Met de A10 bij de stad Salzburg

Autobahnen: A1 · A2 · A3 · A4 · A5 · A6 · A7 · A8 · A9 · A10 · A11 · A12 · A13 · A14 · A21 · A22 · A23 · A24 · A25 · A26
Schnellstraßen: S1 · S2 · S3 · S4 · S5 · S6 · S7 · S8 · S10 · S16 · S18 · S31 · S33 · S34 · S35 · S36 · S37